# Liga Norte de México 2022
La Temporada 2022 de la Liga Norte de México fue la edición número 9. Marcando el regreso de esta después de dos años de inactividad a causa de la pandemia por COVID-19. 
Para esta temporada, la cantidad de equipos se pasó de 5 a 6, 
Los equipos participantes son: 
- Los Industriales de Otay (desde 2020)[1]
- Bucaneros de Los Cabos.[2]
- Marineros de Ensenada
- Delfines de La Paz
- Freseros de San Quintín
- Algodoneros de San Luis

Las series inaugurales, con lo se daba inicio a la temporada, se jugaron del 28 de marzo al 1 de mayo del 2022 con 
los Industriales de Otay visitando a los Algodoneros de San Luis R.C. , al igual que los Delfines de la Paz visitando a los Bucaneros de Los Cabos y Freseros de San Quintín los  haciéndole los honores a los Marineros de Ensenada .
Los Marineros de Ensenada lograron su cuarto campeonato, al derrotar en la Serie Final a los Freseros de San Quintín por 4 juegos a 1. El mánager campeón fue Hernando Arredondo.
Los Rojos de Caborca y los Tiburones de Puerto Peñasco declinan su participación, ambos argumentando no contar con los elementos necesarios para lograr un buen espectáculo para el aficionado.